# A Föld helye a Világegyetemben
A távcső csillagászati alkalmazásáig a Ptolemaioszi geocentrikus világnézet uralkodott, amelyben a Föld volt a világmindenség középpontja. Kopernikusz elmélete helyezte a középpontba a Napot. A nagy távcsövekkel végzett megfigyelések tárták föl a Tejútrendszer szerkezetét, amelyben Napunk egy a sok millió többi csillag között. A 20. században vált egyértelművé, hogy egyes szabad szemmel is látható ködök – pl. az Androméda-köd – nem tartoznak a Tejútrendszerhez. Később az extragalaxisok halmazokba rendeződése is megállapításra került. Mivel a fényév és a parszek távolság egység, napjainkban – hétköznapi kifejezéssel – a Világegyetem korát 13,8 milliárd évre becsüljük, azaz a detektálható legtávolabbi foton ennyi idő alatt jutott el a műszereinkhez.

## A Föld és a Világegyetem
A teleszkópoknak köszönhetően ismereteink a Föld helyéről már 400 éve formálódnak. A tudományos megfigyelések előtt az emberek a Földet hitték a Világegyetem központjának, a világmindenségnek pedig a szabad szemmel látható égitesteket és állócsillagokat tartották. Miután a Heliocentrikus világkép elfogadottá vált a 17. században, William Herschel és mások megfigyelése megmutatta, hogy a Nap egy hatalmas, csillagok által alkotott korong alakú csillagrendszerben helyezkedik el; később kiderült, hogy ezek a csillagok olyanok mint a mi Napunk. A 20. században a galaxisok megfigyelése felfedte, hogy a mi galaxisunk, a Tejútrendszer csak egy a több milliárd galaxis között a táguló Világegyetemben - különböző méretű galaxishalmazokba tömörülve. A 21. századra a látható világegyetem átfogó szerkezetének megértése tisztább lett, ahogy a galaxishalmazok egy hatalmas hálót alkotnak a galaktikus rostokkal és a közöttük elhelyezkedő üregekkel. Mindezek mellett további különféle elméletek felvetik, hogy Világegyetemünk csak egy a több milliárd univerzumot összekötő multiverzumban.

Naprendszerünk helyzete a Lokális szuperhalmazban

| A Föld helye a Világegyetemben | A Föld helye a Világegyetemben                     | A Föld helye a Világegyetemben | A Föld helye a Világegyetemben |
| Objektum                       | Méret                                              | Megjegyzés | Forrás                         |
| ------------------------------ | -------------------------------------------------- | --- | ------------------------------ |
| Föld                           | átmérő: 12 756,2 km                                | A bolygónk. | [ 1 ]                          |
| Föld körüli térség             | 6 300 000 -12 663 000 km                           | A földi mágneses mező által kialakított tér. | [ 2 ]                          |
| A Hold keringési pályája       | 768 210 km                                         | A Holdpálya átlagos átmérője | [ 3 ]                          |
| A Föld keringési pályája       | 299,2 millió km 2 CsE                              | A Föld pályájának átlagos átmérője | [ 4 ]                          |
| Naprendszer                    | 4 fényév                                           | A Nap gravitációjának érvényesülése az őt körülvevő többi csillag között | [ 5 ]                          |
| Orion-kar                      | 10 000 fényév                                      | A Tejútrendszer egyik spirálkarja, Napunk jelenleg itt tartózkodik | [ 6 ]                          |
| Tejútrendszer                  | 100 000 fényév                                     | A saját galaxisunk: a térben 200-400 milliárd csillag és csillagközi anyag található                                                                                                   | [ 7 ] [ 8 ]                    |
| Lokális Csoport                | 3 megaparszek                                      | Legalább 47 galaxisból álló csoport. Meghatározó elemei az Androméda (ez a legnagyobb), a Tejútrendszer és a Triangulum-galaxis; a többi kisebb törpegalaxis.                          | [ 9 ]                          |
| Lokális galaxis szuperhalmaz   | 33 megaparszek                                     | Azon szuperhalmaz, melynek a Lokális Csoportunk tagja; kb. 100 csoportból áll. | [ 10 ] [ 11 ]                  |
| Megfigyelhető világegyetem     | 28 000 megaparszek                                 | A Világegyetem kiterjedt alakja egy habszerű szuperszerkezetet alkotva több mint 100 milliárd galaxist tartalmaz, több millió szuperhalmazba, galaktikus rostokba, üregekbe tömörülve. | [ 12 ] [ 13 ]                  |
| Világegyetem                   | Legalább 28 000 megaparszek, valószínűleg végtelen | Minden. |                                |

## Fordítás
- Ez a szócikk részben vagy egészben  az   Earth's location in the universe című angol Wikipédia-szócikk ezen változatának fordításán alapul.  Az eredeti cikk szerkesztőit annak laptörténete sorolja fel. Ez a jelzés csupán a megfogalmazás eredetét és a szerzői jogokat jelzi, nem szolgál a cikkben szereplő információk forrásmegjelöléseként.